# فیلیپ والسلبن
فیلیپ والسلبن (انگلیسی: Philipp Walsleben؛ زادهٔ ۱۹ نوامبر ۱۹۸۷) دوچرخه‌سوار اهل آلمان است.